# Sun 'n Fun
A Sun ’n Fun Aerospace Expo (oficialmente denominada SUN 'n FUN) é uma organização sem fins lucrativos em Lakeland, Florida, dedicada à promoção da educação em aviação. É mais conhecido pelo show aéreo anual de uma semana no Aeroporto Internacional Lakeland Linder, geralmente realizado durante o final de março ou início de abril.

## Breve histórico
O evento foi criado em 1974. Anteriormente chamado de "Sun 'n Fun International Fly-In and Expo", em 2020 o evento foi oficialmente renomeado como "Sun 'n Fun Aerospace Expo" em abril de 2019.

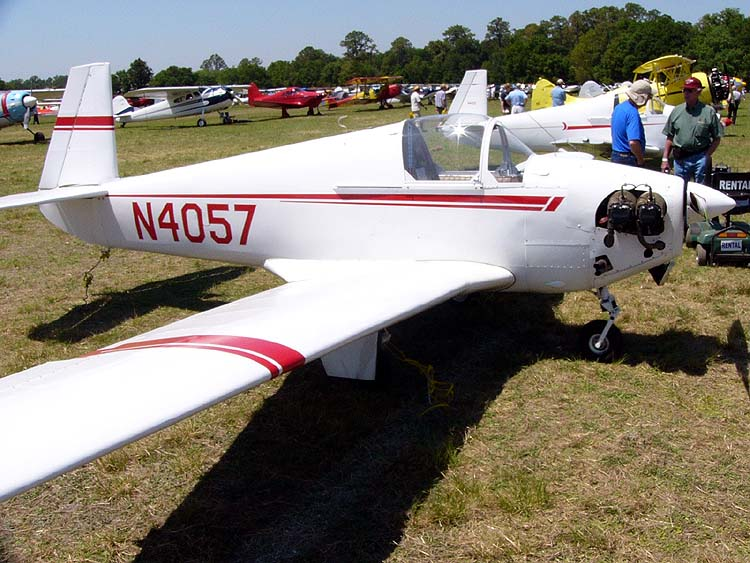
Um Mooney M-18 Mite
em exibição na Sun 'n Fun.

Além do "fly-in" (reunião aeronáutica), a Sun 'n Fun também operou o "Florida Air Museum" e apoiou a "Central Florida Aerospace Academy" - uma academia de carreiras com foco na aviação operada pelo "Polk County School Board" como parte da "Kathleen High School". Em outubro de 2019, uma reorganização tornou o "fly-in" parte do Aerospace Center for Excellence, uma organização sem fins lucrativos que foi criada em 2014 para fornecer a jovens estudantes instrução em ciência, tecnologia, engenharia e matemática ou "science, technology, engineering and mathematics" (STEM).

## Empreendimentos associados

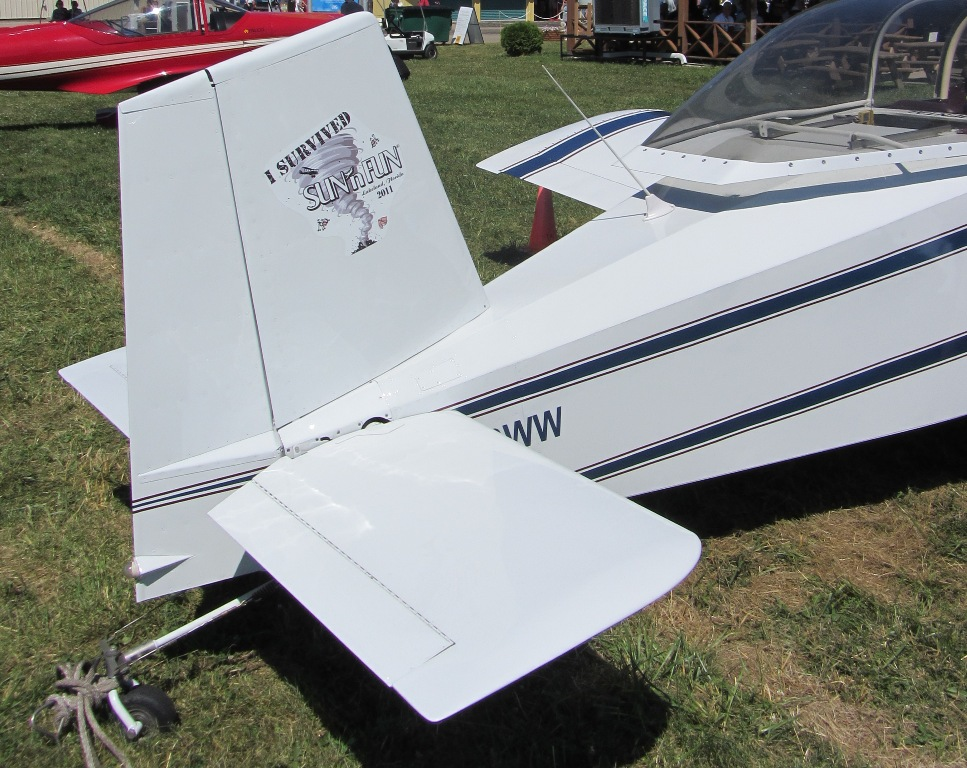
Um Thorp T-18 que sobreviveu ao tornado ocorrido durante a Sun 'n Fun de 2011.

O Florida Air Museum na Sun 'n Fun, também está localizado no campus da Sun 'n Fun no Aeroporto Internacional Lakeland Linder. Em abril de 2010, a Sun 'n Fun recebeu uma doação de US$ 7,5 milhões da "Aviation Education Foundation" para o novo prédio da "Central Florida Aerospace Academy". A escola é uma escola de segundo grau voltada para a aviação e uma academia de carreira que já está localizada no aeroporto. Concluído em agosto de 2011, ele acomoda 500 alunos do ensino médio, aumentando sua capacidade atual de 175 alunos.

## Eventos notáveis
O primeiro voo de chegada de fim de semana, denominado Mid-Winter Sun 'n Fun, foi realizado em janeiro de 1975 no Aeroporto Municipal de Lakeland e foi limitado a pilotos e membros da EAA, SESAC e FSAACA. Estiveram presentes 1.980 convidados e 365 aeronaves. No ano seguinte, o fly-in foi expandido para uma semana inteira e a cidade de Lakeland aprovou um aluguel do local da convenção para ser transferido para o quadrante sudoeste do aeroporto. O público foi convidado de forma limitada. O número de aeronaves visitantes mais do que triplicou em relação ao primeiro ano, com 1.200 aeronaves, incluindo 200 homebuilts, 180 antiguidades, 260 clássicos e 28 "warbirds" no local. A neve caiu no aeroporto pela única vez na história do show, no ano de 1977.
Em 1992, o "Sun 'n Fun Air Museum" (agora "Florida Air Museum") realizou sua inauguração. Em 1997, o Esquadrão de Demonstração Aérea (EDA) da Força Aérea Brasileira (conhecido como Esquadrilha da Fumaça) foi a apresentação de maior destaque. Em 2000, a lenda do Airshow Bob Hoover realizou o último vôo de seu Shrike Commander no fly-in. Dois anos depois, Bobby Younkin estreou o primeiro Learjet acrobático do mundo. Durante o show de 2004, Bruce Bohannon e seu turboélice, o "Exxon Flyin Tiger" estabeleceram quatro recordes mundiais de tempo de subida.
Em 31 de março de 2011, um tornado EF1 atingiu a área do airshow, resultando em danos a cerca de 40-50 aeronaves, juntamente com tendas de exibição e exposições. Quinze pessoas sofreram ferimentos leves. O airshow continuou no dia seguinte.
O show de 2015 contou com a primeira apresentação nos Estados Unidos do Breitling Jet Team. Em 2017, o show apresentou a equipe acrobática da Força Aérea Francesa "Patrouille de France", tornando-se a segunda aparição nos EUA (a primeira foi no "Melbourne Air And Space Show" em 1–3 de abril) em mais de 30 anos. A equipe voou um show em 4 de abril.